# Ulrich Knoop
Ulrich Knoop (* 19. Dezember 1940 in Pforzheim; † 26. November 2024) war ein deutscher Germanist und Hochschullehrer.

## Wissenschaftlicher Werdegang
Knoop studierte von 1961 bis 1968 Philosophie, Germanistik und Anglistik an der Universität Heidelberg und der Universität Marburg (1. Staatsexamen). Er promovierte 1972, habilitierte 1994 und lehrte seit 1995 Germanische Philologie an der Universität Freiburg.
Knoop war Mitherausgeber der Sprachatlas-Zeitschrift „Germanistische Linguistik“ (1972–1995) und der Monographien-Reihe „Germanistische Linguistik-Monographien“ (ab 1998). Er war Mitherausgeber des Handbuches „Dialektologie“ (1982/83) sowie eines synoptischen Dialektwörterbuchs (1997). Daneben forschte er zur Sprachnorm und Sprachkritik.
Er wurde in den Vorstand der Henning-Kaufmann-Stiftung und deren Jury für den Deutschen Sprachpreis berufen und war Herausgeber von dessen Jahrbuch (1983–2008).
Aus dem Komplex Dialekt und Schriftlichkeit entwickelten sich die Forschungen zur geschriebenen Sprache.
Knoop gehörte der „Studiengruppe geschriebene Sprache“ an (1984–1999) und war Mitherausgeber des Handbuchs „Schrift und Schriftlichkeit“ (1994 und 1996).
Aus den Überlegungen zur geschriebenen Sprache ergaben sich Forschungen zu ihrer Verbreitung in Deutschland in historischer Zeit und damit das Projekt „Grundlagen der Sprachgeschichtsschreibung“, worin der Aspekt der Schriftsprachenkenntnisse bei Dialektsprechern ausgearbeitet wird und die sprachhistorische Entgegensetzung Hochsprachesprecher vs. Dialektsprecher nivelliert werden sollte. Diese „Begrifflichkeit der Sprachgeschichtsschreibung“ wurde umfänglich untersucht, in einigen Aufsätzen abgehandelt und in der Habilitationsschrift zusammengefasst (1993). Überlegungen zum besonderen Status der Sprachnorm (nach 1800, vorher eine ‚verstehbare‘ Sprache) und zum „Sprachwandel“ wurden eingebunden.
Von den Problemen der Wortbedeutungsbestimmungen für die Klassikerzeit wandte er sich hin zu den literarischen Texten dieser Zeit. Es entstanden etliche Bestimmungsversuche zu ihrem zeitgenössisch zu verstehenden Inhalt. Folgenreich waren die Erläuterungen zum Gedicht „Hälfte des Lebens“ von Friedrich Hölderlin. Zudem wurden folgende Themenbereiche bearbeitet: Handschriften und Verbindung zur fragmentarischen Hymne
'Wie wenn am Feiertage...' des Gedichts 'Hälfte des Lebens', Dionysos und Christus in 'Brod und Wein', 'die Natur, der Mensch', Kleists 'Marquise von O.', 'Sprache', 'Mensch'.

## Klassikerwortschatz
Knoop leitete das Projekt „Klassikerwortschatz“, das an der „Freiburger Anthologie“ maßgeblich beteiligt ist, um Lyrik auszuwählen und öffentlich bereitzustellen.
Für diese Zusammenstellung der „Freiburger Anthologie“ in Form einer Datenbank machte Knoop das Urheberrecht und insbesondere den Schutz als Datenbankwerk geltend, die Hochschule darüber hinaus als Träger des Projekts einen wettbewerbsrechtlichen Leistungsschutz.
Der Verlag Directmedia Publishing orientierte sich mit dem Produkt „1000 Gedichte, die jeder haben muss“, 2002 auf CD-ROM herausgegeben, zu sehr an der Arbeit des Projekts, wie der Europäische Gerichtshof am 9. Oktober 2008 entschied. Directmedia unterlag als Klägerin gegen die Hochschule. Der Bundesgerichtshof beendete im August 2009 das Verfahren abschließend im Sinne der Kläger.